# Waterloo (Ohio)
Waterloo è una comunità non incorporata nel sud-est della Symmes Township, nella contea di Lawrence, Ohio, Stati Uniti, lungo il Symmes Creek. Anche se non è incorporata, ha un ufficio postale, con lo ZIP code 45688.